# Zejtra napořád
Snímek Zejtra napořád je režijní debut Rudolfa Havlíka z roku 2014. Pojednává o čerstvém třicátníkovi Petrovi, jenž hledá cestu, kterak naložit s životem i dospělostí; děj je posazen do Česka i Číny.
V hlavních rolích hrají Pavel Batěk, Marek Jiřík, Vica Kerekes a Filip Blažek. Premiéra mimo soutěž se uskutečnila na MFF v Karlových Varech dne 11. července 2014.

## O filmu
Petr je nespokojený se sebou samým, živí se různými málo perspektivními obchody i obchůdky, vede adrenalinový způsob života (občas mu jde i o krk); ani se slečnami mu to nevychází dle jeho představ (v cizině domluvená rande naslepo vyústí do řetězce malérů). Ztělesňuje krédo „od zítřka začnu jinak“, aniž ví, co by vlastně měl změnit. Záchranou mu jsou  kamarádi: důvěrnice Tereza (znají se spolu od dětství), a strážný anděl Pavel, neváhající Petra vprostřed noci vysekat z průšvihu (dle potřeby umí vyjednávat i použít pěsti).

## Místa natáčení
Film se natáčel např. v Brně, Praze, Plzni, Českých Budějovicích, Berouně či na zámku Zbiroh a také v Hongkongu.

## Píseň
Ústřední píseň filmu We Should Care nahrála kapela The Fellas; k písni vznikl také klip hudebníka Jonnyho Anděla.

## Recenze
- Mirka Spáčilová, iDNES.cz 45 %[7]
- Věra Míšková, Právo 50 %[4]
- Jan Varga, Film Spot.cz
- Jiří Kábrt, Červený koberec 75 %[8]